# فرانز ياكوب (سياسي)
فرانز ياكوب (بالألمانية: Franz Jacob)‏ هو مقاوم وسياسي ألماني، ولد في 9 أغسطس 1906 في هامبورغ في ألمانيا، وتوفي في 18 سبتمبر 1944 في براندنبورغ في ألمانيا. حزبياً، نشط في الحزب الشيوعي في ألمانيا والحزب الديمقراطي الاجتماعي الألماني. وقد انتخب عضو البرلمان هامبورغ.